# Ermaniopsis
Ermaniopsis é um género botânico pertencente à família Brassicaceae.